# Spy School
Pour plus de détails, voir Fiche technique et Distribution.
Spy School est un film américain, sorti en 2008.

## Synopsis
C'est l'histoire d'un garçon de 12 ans connu pour raconter des histoires. Celui-ci écoute un complot pour enlever la fille du président et il essaye d'obtenir de l'aide pour l'arrêter. Quand personne ne le croit, il ne doit compter que sur lui-même pour essayer de la sauver.

## Fiche technique
- Titre : Spy School
- Réalisation : Mark Blutman
- Scénario : Mark Blutman et David DuBos
- Photographie : Paul Elliott (en)
- Pays d'origine : États-Unis
- Format : Couleurs - 35 mm - 1,85:1 - Dolby Digital
- Genre : Comédie et espionnage
- Date de sortie : 2008

## Distribution
- Forrest Landis : Thomas Miller
- AnnaSophia Robb : Jackie Hoffman
- Rider Strong : Mr. Randall
- Lea Thompson : Claire Miller
- D.L. Hughley : Albert
- Roger Bart : Principal Hampton
- Taylor Momsen : Madison Kramer
- Suzy Nakamura : Mrs. Bleckner
- Brian Posehn : Grissom
- Ryan Sheckler : Lui-même
- Jonathan Vilma : Lui-même